# Tobadill
Tobadill é um município da Áustria, situado no distrito de Landeck, no estado do Tirol. Tem 16,46 km² de área e sua população em 2019 foi estimada em 512 habitantes.